# رونالد بيل (ملحن)
رونالد بيل (بالإنجليزية: Ronald Bell)‏ هو ملحن ومنتج أسطوانات أمريكي، ولد في 1 نوفمبر 1951 في يونغزتاون في الولايات المتحدة.

## وصلات خارجية
- رونالد بيل على موقع IMDb (الإنجليزية)
- رونالد بيل على موقع ميوزك برينز (الإنجليزية)
- رونالد بيل على موقع ميوزك برينز (الإنجليزية)
- رونالد بيل على موقع قاعدة بيانات برودواي على الإنترنت (الإنجليزية)
- رونالد بيل على موقع أول ميوزيك (الإنجليزية)
- رونالد بيل على موقع ديسكوغز (الإنجليزية)
- رونالد بيل على موقع ديسكوغز (الإنجليزية)